# Mjölnaregatan, Göteborg
Mjölnaregatan är en gata inom stadsdelen Nordstaden i Göteborg. Den är cirka 50 meter lång, och sträcker sig från Sankt Eriksgatan till Kvarnbergsgatan.
Gatan fick sitt namn 1886 efter närheten till Kvarnberget och dess kvarnar som malde mjöl. 